# 三田博雄
三田 博雄（みた ひろお、1909年10月26日 - 1989年7月17日）は、日本の科学史・科学思想史家。神戸大学名誉教授。

## 略歴
- 1909年 - 岩手県盛岡市生まれ
- 1930年 ₋ 4月、京都帝国大学理学部地球物理学科入学（32年数学科に転科）、山の気象学を将来の職業にしようとの希望
- 1933年 - 3月、京都帝国大学理学部数学科卒業、4月、東京帝国大学理学部大学院入学、数学基礎論を専攻
- 1938年 - 東京帝国大学理学部大学院修了、「古代東洋社会の数学」「数学と自然弁証法」（『数学史の方法論』［1948］所収）は大学院時代の労作
- 1940年 - 神戸商業大学予科講師、経済学のための数学を講じる
- 1945年 - 6月5日早朝、神戸空襲により「わが家の焼失」、古代ギリシャ数学史の研究は発表しないうちにすべてを失う（わずかに『古代数学史』上 [1948] に跡をとどめるのみ）
- 1948年 - 新制大学発足とともに、神戸大学文学部哲学科で科学思想史を講じる
- 1973年 - 定年退職とともに神戸大学名誉教授
- 1974年 ‐ 信濃追分に山荘を建て、以後「二住」生活を続ける
- 1977年 - 「ふくろう通信」（葉書）を神戸の旧友たちに送り始める（「アレクサンドリアにいる数学者たちに数学問題を提出して回答を促したアルキメデスのやり方を、無意識のうちに真似ていた」）
- 1989年 - 7月17日、佐久総合病院にて死去
- 1990年 - 一周忌に故郷、盛岡北山キリスト教墓地に墓碑がたてられる、その墓碑銘「われ山にむかいて目をあぐ」

## 一科学思想史家の軌跡
三田博雄は1909年盛岡生まれ、30年京大理学部に入学。前年の世界恐慌に「どうせやるなら実利的でない学問を勉強しようという志が、いっそう強くなった」（『ふくろう通信』1986年）ため、数学を専攻。33年東大理学部の大学院入学、学問的には三木・羽仁両氏のものの愛読から出発し、またエンゲルスの『自然弁証法』の影響のもとで数学史を自己の課題とする。その古代数学史の論稿は『唯物論研究』に発表され、戦後『数学史の方法論』（1948）としてまとめられた。そこでは何が問題になっていたか。「数学的概念及びそれを展開する原理と物質的世界との関係は、前者が後者の反映もしくは模写であるか、あるいは前者が後者に無関係に、思惟の自由な創造であるか」「数学の概念・方法の起源と、その歴史的発展の法則とを捉えること」、これらの課題に具体的に答えるために、古代バビロニアおよびエジプトにおける数学の発展の歴史的・論理的モメントがくわしく追究された。結論はつぎのようである。「二つの異なる社会に制約されながら発達した二つの様式の数学も、社会的には必然であった差別を取り去って、その後の数学の全発展の頂点に立って考察すれば、……同一の論理的展開を志向しているのである。このことは数学理論の現実的な発展の法則性を確証するものであって、数学は人間の自由意志の創造であるという抽象的な議論の誤りを事実的に証明するものにほかならぬ。」ここには三田の思想史の方法の原型があるといえよう。
　神戸商業大学で数学を講じるため1940年東京から須磨に移り住む。「浜辺を散歩しながら網からもれた魚をねらう空のトンビに注意したり、カニやウミウシなど磯の小動物にいたずらしたり、珍しい貝殻を拾い集めたりすることは、生物全体からなる有機的世界への参入のきっかけになるであろう。そのころはなお、プラトンのアカデメイア学園の数学者たちについて勉強していたけれども、私の環境はすでに、プラトン没後のアカデメイアから小アジア海岸に退いて、研究対象を数学から生物学へ移したアリストテレスに似ているのであった」（「エコロジーへの起点」1974）。神戸空襲（1945.6.5早朝）で書物の全てを焼失する痛手を負ったが、そこから立ち上がり、戦後、堰を切ったように古代科学史の多くの論稿が書かれた。やがて経済の高度成長とともに近代科学史に重点が移され、近代化を支える自然観の構造そのものが問われるに至る。「ニュートンの宇宙は、いわゆる〈神のひと弾き〉によって始動しはじめ、たえず神の干渉ないし世話によってエネルギーを補給されなければ摩滅、老衰するもの、つまり神がその気になりさえすればいつでも終末を来たらせうるものであった。このいわば終末の時限装置のついた宇宙は、エネルギー補給者としての神を環境の外部に前提するものであって、これはやがて工業のあり方を反映したものとして、西洋の自然観ないし宇宙観の基調になる。要するに近代化とは、終末論的構造にすることにすぎないのである（「自然観の類型とその意味」1973）。「国民派」の科学思想史家として、彼の科学論はエコロジー的立場からする近代科学批判として成立する。その果実が『山の思想史』（1973）であった。
　「大地震が近づくと、あらゆる動物はその地域から逃げだすのに、人間だけはそこに留まっているといわれるが、いまやしだいに現実となってきた世界のキャタストロフィを前にして、カンによってものを掴むことに長けている登山家の意識に、自分の終末をも含めて、日本の近代化＝終末化がどのように反映しているか」の探究が『山の思想史』の課題である。ところで、先の「国民派」とは何を意味するのか。「木暮理太郎」の章から引用する。日本山岳会の草分けの一人である木暮理太郎（1873-1944）は関東の農村に伝わる登山の気風を受け継ぐ国民派の登山家として把握される。「和算は明治五年の学制によって全廃され、……漢方医学に関しては、……明治二八年の議会の決定によって医学としての地位を奪われてしまう。つまり和算や漢方医学は、国家権力をにぎる西欧派によって追放されたのである。ところが登山に関しては、幸いにも権力の干渉がなかったので、国民派が生きのびることになった。」木暮は東京市（当時）に勤務するかたわら東京から見える山のリスト作りに熱中したが、著者はこうした仕事をこそ高く評価する。「おそらく木暮が何時間も何時間も飽かずに山に眺め入るとき、その魂は身体を離れて山をさまよい歩いていたに違いない」と心から共感する。
　昭和の初年ごろ山登りを始め、「先輩の驥尾に付して山麓の農家や炭焼小屋に泊って雪山に登っていた」、そうした著者にして初めて、西洋近代の科学技術の性格に関して次のような根源的な問いを発し得たのに相違ない。すなわち、「科学はキリスト教と同じく一つの信仰であり、技術は一種の魔法ではなかろうか」と。結論は次のようである。「われわれの科学技術に乗り移っているデーモンを克服するには、……自分の足で雪山に攀じ登り、自分の感覚で自然を体験するよりほか途がないのではなかろうか。」
　定年退職後、彼は信濃追分に山荘を建て、火山の山麓での生活をはじめた。それはあらためて「自分の感覚で自然を体験する」決意からであったろう。そこから人間社会が見つめ直され、前記『ふくろう通信』がわれわれに残された。そしておよそ動物がそうであるように静かに去っていかれた（1989年）。墓碑銘にはこう刻まれた――「われ山にむかいて目をあぐ」。
　（三田の業績の広さ・深さを考えるとき、そこに表現された思想を理解するためには、専門的な諸論稿をも含め主要な著作を通覧・熟読する必要があろう。われわれの生きる世界を理解するためのそれは不可欠の課題とさえ思われる。著作集の刊行が待ち望まれる。）

## 研究業績
- 数学に於ける公理的方法の発展と弁証法（『唯物論研究』29号、1935.03、世田雄一の筆名、「この方面の最初の価値ある論文」[武谷三男「自然の弁証法（量子力学について）」『世界文化』1936.3］）
- 数学と技術（『現代教養講座 第三巻 現代の自然科学』三笠書房、1939）
- 無限と物質ーヅェノンの論証のギリシャ数学思想史における意義ー」（『唯物論研究』2号、1948）
- 初期農業社会と科学のはじまりーエルガ・カイ・ヘメライと夏小正その他の比較科学史的研究ー（『唯物論研究』３号、1948）
- アルキメデスにおける技術的関心ー古代における所謂「技術の軽視」についてー（『思想』1949.01）
- 絶対王朝下の科学ーヘレニズム時代の科学の性格ー（『唯物論研究』5号、1949）
- 科学の宗教的起源についてーピュタゴラス研究への序説ー（『科学史研究』第12号、1949.10）
- アリストテレスにおける数学と物理学の関係（『西洋古典学研究』3巻 1955.05）
- 「ギリシャ人の科学」研究における「科学」概念（『思想』1955.09）
- デモクリトスーアルキメデスと17世紀の「科学革命」（小倉金之助先生古稀記念出版編集委員会編、1956.07）
- 原子論とニュートンーネオ・エピキュリアンとしてのニュートンー（『科学基礎論研究』1957.01）
- ギリシャ科学における「実験」と類比ー社会史的科学史の一問題点ー（『思想』1957.03）
- カントの宇宙生成論と原子論 研究(神戸大学文学会) 18, 1-23, 1959-02
- 『種の起源』の論理―ダーウィンにおける原子論とアリステレス主義ー（『思想』1959-03）
- 古代科学技術史研究の発展のために（『科学史研究』第50号、1959-04）
- 古代科学と科学革命との関連（日本科学史学会編『科学革命』2、1961）
- コペルニクスとrevolutio 研究(神戸大学文学会) 24, 1-36, 1961-03
- 技術と人間疎外の問題 : Lewis Mumford の西欧文明史論《Renewal of Life》 研究(神戸大学文学会) 35, 5-23, 1965-03
- 科学史家としてのゲーテ（三枝博音記念論集編集委員会編『世界史における日本の文化』第一法規出版株式会社、1965）
- 科学と芸術 : C・P・スノウの『二つの文化』を中心に (Science and Art : On C. P. Snow's 'Two Cultures and Scientific Revolution') 研究(神戸大学文学会) 41, 1-31, 1968-01
- 『種の起源』（初版本）の「自然の経済における場所」（『研究』神戸大学文学会、103-141、1972.1）
- 自然観の類型とその意味（『文学』1973.06）

## 著書
- 『数学史の方法論 数学の哲学のために』三一書房　1948
- 『古代数学史上巻』日本科学社 学生叢書 1948
- 『数学の歴史』（近藤洋逸・静間良次との共著  1「なぜ数学は役に立つのか」2「数の誕生と成長」3「無理量と代数学」4「ギリシャの求積法」5「ユークリッドの幾何学」を執筆）毎日新聞社 1953
- 『科学革命』（湯浅光朝・渡辺正雄・青木靖三・伊東俊太郎との共編著）森北出版株式会社 1961
- 『自然科学史』（共著  1「ギリシャ人の自然観」２「アレクサンドリアの科学とローマの技術」15「19世紀資本主義と科学応用の開幕」を執筆）創元社 1963
- 『山の思想史』岩波新書 1973［1973年度毎日出版文化賞受賞］
- 『ふくろう通信 火山の山麓での生活』草思社 1986

## 翻訳
- ベルナイス「超数学の本質に就いて」『哲学研究』第21巻第252号 1936.6
- ボレル『蓋然性の哲学』創元社 1942
- アルキメデス「円の測定」『科学史研究』10号 1949
- アルキメデス「手紙」『科学史研究』11号 1949
- アルキメデス「砂計」『科学史研究』17号 1951
- アルキメデス「牛の問題」『科学史研究』18号 1951
- シュレーヂンガー『科学とヒューマニズム』伏見康治,友松芳郎共訳 みすず書房 1956
- エス・イ・ヴァヴィロフ『アイザク・ニュートン』商工出版社、1958　東京図書　1985
- ソビエト科学アカデミー版『世界史』［監訳江口朴郎・野原四郎・林基］「古代４」第4章「前5-4世紀のギリシャ文化」（共訳）商工出版社 1960
- ソビエト科学アカデミー版『世界史』［監訳江口朴郎・野原四郎・林基］「近代３」第26章「17世紀後半と18世紀におけるヨーロッパの技術と自然科学」（共訳）東京図書 1961
- ブロノフスキー『科学とは何か 科学の共通感覚』松本啓共訳 みすず書房 みすず科学ライブラリー　1968
- ブロノフスキー, マズリッシュ（英語版）『ヨーロッパの知的伝統 レオナルドからヘーゲルへ』宮崎芳三、吉村毅、松本啓共訳 みすず書房 1969
- 『世界の名著 9』「アルキメデスの科学」中央公論社 1972
- バジル・ウィリー（英語版）『十八世紀の自然思想』松本啓,森松健介共訳　みすず書房 1975
- 『科学の名著 7　ウィリアム・ギルバート 磁石論』朝日出版社 1981

## エッセー・書評・事典項目他
- 「窓を開こう 世界は一つだ」神港夕刊 1947.11.10
- 「風土と文化」神港夕刊 1948.2.15
- 「なぜ山へ登るか―ゲーテを雪山へ駆りたてるものー」『岳人』1963.11
- 「加藤文太郎論」『岳人』1965.1
- 「北村透谷論」『岳人』1966.1
- 「田辺重治論」『岳人』1966.6-7
- 「高村光太郎論」『岳人』1967.9-10
- 「狐拳の論理ー賢治の『革命』と未来社会ー」『みすず』113、1968.11
- 「生と死の分れ目と価値の逆転」『みすず』127、1970.2
- 「志賀重昂論」『岳人』1970.4-5
- 「今西錦司論」『岳人』1970.7-8
- 「風の又三郎はけしかける」『みすず』134、1970.9
- 「木暮理太郎論」『岳人』1970.12
- 「大島亮吉論」『岳人』1971.7-9
- 「アルキメデス」「ギリシャの科学」「ニュートン」『現代科学思想事典』講談社現代新書の項目執筆  1971
- 「武田久吉論」『岳人』1972.5-6
- 「ProgressiveとCyclicalとー強奪制と人食い制とー」『みすず』156、1972.9-10
- 「唯研をめぐる先達たち」『復刻版 唯物論研究』月報 青木書店 1973
- インタビュー「毒の花咲く近代文明」神戸新聞 1973.7.21
- 「山とカタストロフィー」朝日新聞 1973.8.8
- 「エコロジーへの起点」毎日新聞 1973.12.3
- 「『日本の数学』を再び読んで」『小倉金之助著作集1 数学の社会性』月報 勁草書房 1974.2
- 「堀辰雄と軽井沢など」『文学』1976.6
- 「ギリシャの自然科学」『西洋哲学史の基礎知識』有斐閣 1977
- 書評「ダンネマン／安田徳太郎訳編　新訳『大自然科学史』第一巻」朝日ジャーナル 1978.1.13
- 「解説」大島亮吉著『山ー随想ー』中公文庫 1978
- 炉辺談話「山麓暮しは人生の至福」堀多恵子・太田愛人との談話　山と渓谷 1983.1
- インタビュー「知的好奇心の放射線放ち時代風潮あぶり出す 『ふくろう通信』」朝日新聞 1986.7.14

## 参考
- 三田博雄教授略歴ならびに著作目録 (三田博雄先生を偲ぶ)「愛知 φιλοσοφια」(神戸大学哲学懇話会) 6, 1989
- 三田美代子編『ふくろう通信 No201-284』1990.11
- 三田美代子「三田博雄著作目録」1991.12